# Reithalle Eckfleth
Die Reithalle Eckfleth im niedersächsischen Elsfleth-Moorriem, Bauerschaft Eckfleth Nr. 12, im Landkreis Wesermarsch, stammt vom frühen 20. Jahrhundert.

Aktuell (2023) wird sie als Reithalle genutzt.
Das Gebäude steht unter Denkmalschutz (siehe auch Liste der Baudenkmale in Elsfleth).

## Geschichte und Beschreibung
Eckfleth bildet einen mittleren Teil der sich über etwa 16 Kilometer erstreckenden Marschhufensiedlung Moorriem, die nach 1062 gegründet wurde und im 14. Jahrhundert die Struktur mit den schmalen, langgestreckten Parzellen erhielt.
Das eingeschossige giebelständige verklinkerte Gebäude mit Satteldach und mittiger Toreinfahrt wurde 1927 (Inschrift) gebaut.
Die 50 m lange Reit- und Sporthalle wurde durch Lisenen, ansteigenden Bogenfries am Giebel, Traufgesims und mit doppeltem stilisierten Konsolfries gestaltet. 2004 wurde die vom Moorriemer Reitklub betriebene Halle saniert. In ihr finden auch regelmäßige Schauprogramme statt.
Ein eingeschossiger firstparalleler neuerer verklinkerter Stallanbau in angepassten Formen steht an der linken Seite der Halle.
Das Landesdenkmalamt befand: „… geschichtliche Bedeutung … als beispielhafte Reithalle der 1920er Jahre …“